# Суперсооружения
Суперсооружения (англ. MegaStructures) — документальный телевизионный сериал канала National Geographic, освещающий вопросы строительства, функционирования и уничтожения крупнейших сооружений построенных человеком. Каждая серия даёт краткий экскурс в историю создания каждого суперсооружения, его применения и кратко рассказывает о перспективах развития.
Ряд серий позднее были выделены в отдельные сериалы, такие как: «Суперсооружения древности» (9 серий), «Боевые машины» (3 серии), «Мегаслом», «Мегазаводы», «Супермосты», «Грандиозные переезды».

## Список сезонов

### Сезон 1 (2004)
| № п\п | Русское название                                     | Оригинальное название                      | Дата выхода | Краткое описание передачи |
| ----- | ---------------------------------------------------- | ------------------------------------------ | ----------- | --- |
| 01    | Авианосец Рональд Рейган                             | Super Carrier: U.S.S. Ronald Reagan        | 2004-09-15  | Рональд Рейган — (англ. USS Ronald Reagan (CVN-76)) — американский авианосец, девятый из класса Нимиц. Назван в честь 40-го президента США Рональда Рейгана. Заложен 12 февраля 1998 год, спущен на воду 4 марта 2001 года, введён в состав флота 12 июля 2003 года. Авианосец имеет два отличия от кораблей этой серии. Во-первых — вместо четырёх тормозных тросов у него их три. При этом сэкономленное место пошло на установку более мощных тормозных систем, позволяющих принимать более тяжёлые самолёты. Во-вторых — для усиления остойчивости корабля при сильном волнении, этот авианосец, оборудован бульбообразной носовой частью — форштевнем. Порт приписки авианосца — Сан-Диего, штат Калифорния. Каюта капитана авианосца Terry Kraft — копия Красной комнаты Белого дома, кабинета, в котором любил работать Рональд Рейган в пору своего президентства. Там же установлен стол, за которым Рейган работал, будучи губернатором Калифорнии. |
| 02    | Автобан                                              | Autobahn                                   | 2004-09-19  | Рассказ про автобан в Германии — его история, технологии и предания. Именно на этом автобане, серьёзные водители могут ехать на дорогих автомобилях на максимальной скорости. |
| 03    | Тоннель через пролив Ла-Манш                         | Channel Tunnel                             | 2004-09-22  | Евротоннель, тоннель под Ла-Маншем (фр. tunnel sous la Manche, англ. Channel Tunnel, также иногда просто Euro Tunnel) — железнодорожный двухпутный тоннель, длиной около 51 км, из которых 39 км под проливом Ла-Манш. Соединяет континентальную Европу с Великобританией железнодорожным сообщением. Благодаря тоннелю стало возможно посетить Лондон, отправившись из Парижа, всего за 2 часа 15 минут; в самом тоннеле поезда находятся от 20 до 35 минут. Был торжественно открыт 6 мая 1994 года. Евротоннель является третьим в мире железнодорожным тоннелем после тоннеля «Сэйкан» и «Готардского тоннеля». |
| 04    | Башня Сирс                                           | Sears Tower                                | 2004-09-29  | Уи́ллис-та́уэр (англ. Willis Tower), до 2009 года — Сирс-та́уэр (Sears Tower) — небоскрёб, находящийся в городе Чикаго, США. Высота небоскрёба составляет 443,2 м, количество этажей — 110. Начало строительства — август 1970 года, окончание — 4 мая 1973 года. Главный архитектор — Брюс Грэм, главный проектировщик (инженер проекта) — Фазлур Хан. После его завершения в 1974 это было самое высокое здание в мире, превосходя башни Всемирного торгового центра в Нью-Йорке, небоскрёб держал этот рекорд в течение почти 25 лет. Уиллис Тауэр — самое высокое здание в Соединённых Штатах и пятое самое высокое здание в мире. Передача расскажет, как оно функционирует, обслуживается и каковы особенности этого шедевра инженерной мысли. |
| 05    | Международный аэропорт Кансай, Осака, Япония         | Kansai International Airport               | 2004-10-13  | Международный аэропорт Кансай — аэропорт, представляющий собой крупный комплекс сооружений, построенный по проекту Ренцо Пиано на искусственном острове, насыпанном посреди Осакского залива близ города Осака, Япония. |
| 06    | Самый длинный мост в мире (Мост Акаши Кайко, Япония) | Akashi Kaikyo Bridge                       | 2004-10-20  | Ака́си-Кайкё — висячий мост в Японии, пересекающий пролив Акаси и соединяющий город Кобе на острове Хонсю с городом Авадзи на острове Авадзи. Является частью магистрали Хонсю—Сикоку и со временем войдёт в систему трёх мостов, соединяющих острова Хонсю и Сикоку. Мост является самым длинным висячим мостом в мире: его полная длина составляет 3911 м, центральный пролёт имеет длину 1991 м, а боковые — по 960 м. Высота пилонов составляет 298 м. Вначале были построены два бетонных основания для пилонов на дне пролива Акаси. Для этого на берегу поставили две огромные круглые формы для заливки бетона, затем их затопили. Вся трудность заключалась в том, чтобы затопить их с большой точностью, однако строители моста справились с этим, несмотря на сильное течение в проливе Акаси, и погрешность составила не более 10 см. Для строительства этого моста был разработан специальный бетон, который не растворяется в воде при заливке. |
| 07    | Самая большая плотина в мире (Дамба Итайпу)          | The World’s Most Powerful Dam (Itaipu Dam) | 2004-10-27  | «Итайпу́» — крупная ГЭС на реке Парана, в 20 км от г. Фос-ду-Игуасу на границе Бразилии и Парагвая. Итайпу — крупнейшая в мире гидроэлектростанция — триумф инженерного искусства. Узнайте о том, как вопреки всем препятствиями, казавшимся непреодолимыми, была построена эта ГЭС, дающая электроэнергию миллионам людей в двух странах. |
| 08    | Самые высокие небоскрёбы (Башни Петронас)            | Petronas Towers                            | 2004-11-10  | Петро́нас — 88-этажный небоскрёб. Высота — 451,9 метров. Находится в столице Малайзии Куала-Лумпуре. В проектировании небоскрёба участвовал премьер-министр Малайзии Махатхир Мохамад, который предложил построить здания в «исламском» стиле. Поэтому в плане комплекс представляет собой две восьмиконечные звезды, а архитектор добавил полукруглые выступы для устойчивости. Для строительства отводилось 6 лет (1992—1998 гг.). Башни возводились двумя разными компаниями для создания конкуренции и повышения производительности. В ходе геологических изысканий выяснилось, что предполагаемая площадка для строительства находится одной частью на краю скальной породы, а другой — на мягком известняке. После постройки на данном месте таких тяжёлых башен, одна из них неминуемо просела бы. В итоге здания полностью перенесли на мягкий грунт, сдвинув на 60 метров, и вбили сваи на глубину более чем 100 метров. На данный момент это самый большой бетонный фундамент в мире. Отличается не только колоссальными размерами, но и сложностью конструкции. Площадь всех помещений здания — 213 750 м², что соответствует площади 48 футбольных полей. Сами башни занимают в городе 40 гектаров. В Башнях Петронас расположены офисы, выставочные и конференц-залы, художественная галерея. |

### Сезон 2 (2005)
| № п\п | Русское название                                                                                            | Оригинальное название                                            | Дата выхода | Краткое описание передачи |
| ----- | --- | ---------------------------------------------------------------- | ----------- | --- |
| 10    | Супермосты: Мост «Золотые ворота»                                                                           | Golden Gate Bridge                                               | 2005-03-02  | Мост «Золотые Ворота» постоянно находится под пагубным воздействием изменчивых течений, сильных ветров и морских туманов. Но самое страшное испытание ещё впереди: сейсмологи прогнозируют крупное землетрясение в ближайшие 50 лет. |
| 11    | Остров Алькатрас в заливе Сан-Франциско (Крупнейшая тюрьма Америки)                                         | Alcatraz                                                         | 2005-03-16  | Алькатра́с (англ. Alcatraz), также известный под названием Рок (англ. The Rock — скала) — остров в заливе Сан-Франциско. Административно относится к штату Калифорния. Одна из самых грозных тюрем. Из неё сбегали единицы. Территория острова использовалась как защитный форт, позже как военная тюрьма, а затем как сверхзащищённая тюрьма для особо опасных преступников и тех, кто совершал попытки побега из предыдущих мест заключения. В настоящее время тюрьма расформирована, остров превращён в музей, куда ходит паром из Сан-Франциско. |
| 12    | Внутри Пентагона, Арлингтон, Вирджиния                                                                      | Inside The Pentagon                                              | 2005-04-01  | Пентаго́н (от греч. πεντάγωνον — пятиугольник) — название здания Министерства обороны США, имеющего форму правильного пятиугольника. Находится в штате Виргиния недалеко от Вашингтона. Крупнейшее офисное здание в мире. Строительство Пентагона, в котором разместилось Министерство обороны США, было закончено в январе 1943 года. Длина каждой из пяти сторон здания равна 281 м, периметр — около 1405 м, суммарная длина коридоров — 28 км, а общая площадь пяти этажей — 604 000 м². Здание имеет пять надземных и два подземных этажа, высота надземной части — 23,5 метра. В здании насчитывается 7754 окон. В здании работают около 26 тысяч человек. |
| 13    | Самый загруженный порт мира (Порт Сингапура)                                                                | World’s Busiest Port (Port of Singapore)                         | 2005-05-13  | Находясь на пересечении самых оживлённых торговых путей, этот порт пропускает четверть всех контейнерных перевозок и половину нефтеперевозок мира. Теперь давайте представим, что будет, если в этом порту случится какая-то беда… |
| 14    | Тау Тона, город золота, самые глубокие шахты в Южной Африке                                                 | Tau Tona, City Of Gold                                           | 2005-05-21  | |
| 15    | Лас-Вегас, Невада                                                                                           | Las Vegas                                                        | 2005-06-22  | |
| 16    | Чёрное золото (Нефтяные шахты Syncrude)                                                                     | Black Gold (Oil Mine)                                            | 2005-07-20  | |
| 17    | Добытчики алмазов (Бриллиантовая шахта Екати)                                                               | Diamond Diggers (Ekati Diamond Mine)                             | 2005-07-27  | |
| 18    | Морской космодром                                                                                           | Sea Launch                                                       | 2005-08-03  | Рассказ об уникальном достижении техники — новейшей системе, обеспечивающей вывод спутников на орбиту с помощью ракет-носителей, которые запускаются с плавучей стартовой платформы в районе экватора. |
| 19    | Дамба на Северном море (Северная морская стена), Голландия                                                  | North Sea Wall (Delta Works), Netherlands                        | 2005-08-17  | Проект «Дельта» (нидерл. Deltawerken) — проект по созданию защитных конструкций на юго-западе Нидерландов с целью защиты земель в дельте Рейна от наводнений. В ходе проекта, реализация которого длилась с 1950 по 1997 год, было создано несколько дамб, шлюзов и штормовых барьеров. |
| 20    | Пальмовые острова в Дубае                                                                                   | The World’s Most Extreme Island (Impossible Islands)             | 2005-09-13  | |
| 21    | Гоночная трасса Индианаполиса, Индиана                                                                      | Indianapolis Motor Speedway                                      | 2005-09-13  | Индианаполис Мотор Спидвей (англ. Indianapolis Motor Speedway) — автодром, находящийся в городе Спидвей (небольшой город, со всех сторон окружённый Индианаполисом, столицей штата Индиана, США). Это второй по возрасту из действующих автодромов в мире (после Милуокской мили), действует с 1909 года. На трассе ежегодно с 1911 года проводятся гонка 500 миль Индианаполиса, в разные годы входившая в зачёт различных чемпионатов, в том числе AAA, USAC, IRL IndyCar, Champ Car, Формула-1. Шоссейная версия трассы в Индианаполисе с 2000 по 2007 год принимала Гран-при США Формулы-1. Автодром относится к овальным трекам, хотя внутри овала, как и у многих других подобных трасс, проходит фрагмент трассы шоссейного типа, в данном случае предназначенный даже для гонок Формулы-1. Трибуны автодрома вмещают 257 000 зрителей, но вместе с местами внутри автодрома (в инфилде) до 400 000. |
| 22    | Порт Роттердам (Самый большой порт в Европе, Роттердам, Нидерланды)                                         | Super Port: MegaMovers — Port of Rotterdam                       | 2005-09-20  | Роттердам — крупнейший порт мира — за день обслуживает 450 судов с грузом в 1 млн тонн, стоимостью в 1 млрд долларов. |
| 23    | Транспорт ВВС США. (Транспортный самолёт C-5 Galaxy)                                                        | Air Force Transport (Mega Plane, C-5 Galaxy)                     | 2005-09-20  | |
| 24    | "Исправительные учреждения. Северный филиал коррекционного института (Высокотехнологичная тюрьма), Мэриленд | North Branch Correctional Institution (Hi-Tech Prison), Maryland | 2005-09-27  | Познакомьтесь с проектом и строительством новой тюрьмы северного отделения исправительных учреждений штата Мэрилэнд — крупнейшей в США и самой совершенной с технологической точки зрения тюрьмы с максимальной изоляцией заключённых. Северная исправительная колония будет вмещать 2000 жестоких уголовников. Меры безопасности превосходят все технические чудеса, это средства для защиты жизни тюремных охранников и настоящий прорыв в области реабилитационных программ для обитателей. |
| 25    | Самый большой в мире пассажирский самолёт А380                                                              | World’s Biggest Airliner (Airbus A380)                           | 2005-10-04  | |
| 26    | Подводная лодка ВМС США «Вирджиния»                                                                         | USS Virginia                                                     | 2005-10-11  | Побывайте на новейшей атомной подводной лодке ВМС США «Вирджиния», которая уже бороздит океаны. Созданная по последнему слову науки и техники и оснащённая новейшими технологиями, она отвечает требованиями к вооружению 21 века. |
| 27    | Суперказино, Венецианский Лас-Вегас в Неваде                                                                | Ultimate Casino                                                  | 2005-10-18  | Отель-казино "Венецианский", созданный как точная копия настоящей Венеции, является целым, самодостаточным городом. От сноса отеля "Сэндс" до строительства каналов - посмотрите, как Венеция была воссоздана на земле Лас-Вегаса. |
| 28    | Суператтракцион (Kingda Ka), Нью-Джерси                                                                     | Ultimate Roller Coaster                                          | 2005-10-25  | |
| 29    | Центр управления полётами, Колорадо                                                                         | Spy Fortress NORAD                                               | 2005-10-25  | |
| 30    | Берлинский вокзал                                                                                           | Berlin Train Terminal (Berlin’s Grand Central)                   | 2005-11-15  | В Берлине команда строителей форсирует темпы работ, стараясь построить новый самый большой вокзал Европы до начала Кубка мира по футболу. Следите за тем, как строители воплощают в жизнь уникальный новаторский архитектурный проект. |
| 31    | Большой Бостонский тоннель                                                                                  | Boston’s Big Dig                                                 | 2005-11-22  | Возможно ли построить подземную автодорогу с десятью полосами движения под одним из главных городов Америки, не нарушая при этом напряжённый ритм города? Такой проект стоимостью в 15 миллиардов долларов уже осуществлён. |
| 32    | Буровые установки гиганты (Нефтевышка-гигант)                                                               | Ultimate Oil Rigs                                                | 2005-12-06  | Познакомьтесь с одной из самых тяжёлых работ в мире: это работа на громадной нефтяной платформе, созданной для добычи иссякающих запасов нефти в суровых условиях Северного моря. |
| 33    | Космодром Байконур, Тюратам, Казахстан                                                                      | Baikonur Cosmodrome                                              | 2005-12-13  | |
| 34    | Супермосты: Мост Милло                                                                                      | Millau Bridge                                                    | 2005-12-20  | |
| 35    | Мегакорабли (Суперконтейнеровозы)                                                                           | Mega Ship                                                        | 2005-12-27  | |

### Сезон 3 (2006)
| № п\п | Русское название                                                                     | Оригинальное название                          | Дата выхода | Краткое описание передачи |
| ----- | ------------------------------------------------------------------------------------ | ---------------------------------------------- | ----------- | --- |
| 36    | Берлинская стена                                                                     | Berlin Wall                                    | 2006-03-14  | Берли́нская стена́ (нем. Berliner Mauer, официально Antifaschistischer Schutzwall) — инженерно-оборудованная и укреплённая государственная граница Германской Демократической Республики с Западным Берлином (13 августа 1961 — осень 1989) протяжённостью 155 км, в том числе в черте Берлина 43,1 км |
| 37    | Супермосты: Мост Рио-Антирио, Греция                                                 | Impossible Bridges: Rio-Antirio Bridge, Greece | 2006-05-02  | Мост Рио-Антирио в Греции — самый длинный в мире вантовый мост с непрерывной подвесной поверхностью длиной в два с лишним километра. Сложности прокладки моста через Коринфский пролив более века ставили людей в тупик. Ширина водной глади — около 1500 метров, глубина — больше 60 метров, коренная порода кроется глубоко под поверхность пролива, и в то же время мост должен пересечь линию сейсмического разлома. Тысячелетиями движения земной коры раскалывали Грецию. Узнайте, как проектировщики и инженеры одержали верх над коварством природы, чтобы вновь соединить Грецию воедино! |
| 38    | Супермосты: Эресуннский мост из Копенгагена (Дания) в Мальмё (Швеция)                | Impossible Bridges: Denmark to Sweden          | 2006-04-18  | Эресуннский мост (дат. Øresundsbroen, швед. Öresundsbron) — совмещённый мост-тоннель, включающий 2-путную железную дорогу и 4-полосную автомагистраль через пролив Эресунн. Это самая длинная совмещённая дорога и железнодорожный мост в Европе соединяет столицу Дании Копенгаген и шведский город Мальмё. Мост и тоннель являются частью международного европейского автомобильного маршрута E20, а также Эресуннской железнодорожной линии. Строительство непрерывной линии Большого Бельта (The Great Belt Fixed Link) и Эресуннского моста позволило связать континентальную Европу со Швецией и всей Скандинавией. Мост был спроектирован датской архитектурной фирмой Диссинг + Вейтлинг (Dissing + Weitling). |
| 39    | Новый взгляд на плотину Гувера                                                       | Reinventing the Hoover Dam                     | 2006-05-16  | Плоти́на Гу́вера, дамба Гувера (англ. Hoover Dam, также известна как Boulder Dam) — уникальное гидротехническое сооружение в США, бетонная арочно-гравитационная плотина высотой 221 м и гидроэлектростанция, сооружённая в нижнем течении реки Колорадо. Расположена в Чёрном каньоне, на границе штатов Аризона и Невада, в 48 км к юго-востоку от Лас-Вегаса, в нескольких километрах от городка Боулдер-Сити; образует озеро (водохранилище) Мид. Названа в честь Герберта Гувера, 31-го президента США, сыгравшего важную роль в её строительстве. Строительство дамбы началось в 1931 году и закончилось в 1936 году, на два года раньше запланированного срока. В фильме Вы увидите, что бы изменилось, если бы строительство велось в наше время. |
| 40    | Внутри спецподразделения морской полиции (Служба криминальных расследований ВМС США) | Inside «NCIS»                                  | 2006-05-30  | |
| 41    | Гора мусора, Калифорния                                                              | Garbage Mountain                               | 2006-08-01  | Загляните в гигантский мир мусора, раскинувшийся на самой большой действующей свалке в Америке в Пуенте-Хиллз, шт. Калифорния. Здесь обрабатывается рекордное количество мусора — 2 тысячи тонн в час. |
| 42    | Боевые машины: Танки                                                                 | Machines of War: Tanks                         | 2006-03-08  | Танк, объединяющий огневую мощь с мобильностью, — это мечта каждого генерала… С тех пор, как танки впервые появились на полях сражений Первой Мировой Войны, технологи и инженеры всё время пытаются усовершенствовать конструкцию этого стального гиганта. Показан ряд довольно интересных экспериментов. Военные историки и ветераны рассказывают о наиболее значительных вехах в истории развития и совершенствования танка. |
| 43    | Супертанкеры                                                                         | Supertanker                                    | 2006-08-31  | Откройте удивительные секреты этих покорителей морей: их размеры, технологии и достижения науки, лежащие в основе их проектирования и строительства танкеров, перевозящих сжиженный природный газ. Получите эксклюзивный доступ в крупнейшие судостроительные компании и верфи. |
| 44    | Боевые машины: Крылатая ракета                                                       | Machines of War: Missiles                      | 2006-03-10  | Первая крылатая ракета изобретена в 1918 г, а когда сделали последнюю мы так и не узнаем. Но и тех, что показывают достаточно — летят на другой конец земли, а если промахнутся, то не более, чем на 10 м. Показана вся история развития крылатых ракет: как остроумно уменьшали двигатель, как засунули его в ранец Джеймса Бонда, как сумели запустить ракету из под воды и как делали её всё умнее, чтобы сама находила дорогу и цель. Узнайте историю самого совершенного на сегодняшний день оружия для нанесения точечных ударов — крылатых ракет. Проследите за путешествием ракеты «Томагавк» от запуска до поражения цели. |
| 45    | Сделано из стали                                                                     | Science of Steel                               | 2006-03-11  | Сталь, один из самых прочных материалов на Земле, повлияла на ход истории и развитие цивилизаций. Узнайте об областях применения стали: от строительства небоскрёбов до изготовления столовых приборов. |
| 46    | Мегазаводы: Вертолёты Апач                                                           | Megafactories: Apache Helicopters              | 2006-09-28  | Посетите завод «Боинг» в Аризоне, чтобы увидеть процесс создания вертолётов «Апач». Узнайте о совершенствовании этого вертолёта от модели времён холодной войны до компьютеризированной машины 21 века. |
| 47    | Боевые машины: Пулемёт                                                               | Machines of War: Guns                          | 2006-03-13  | История создания и развития пулемёта. С момента изобретения Ричардом Джорданом Гатлингом в конце XIX века до 30-мм авиационной пушки GAU-8/A Avenger на американском штурмовике A-10 Thunderbolt II. |
| 48    | Панамский канал                                                                      | Panama Canal Unlocked                          | 2006-10-19  | Пана́мский кана́л — судоходный канал, соединяющий Панамский залив Тихого океана с Карибским морем и Атлантическим океаном, расположен на Панамском перешейке на территории государства Панама. Длина — 81,6 км, в том числе 65,2 км по суше и 16,4 км по дну Панамской и Лимонской бухт (для прохода судов к глубокой воде). Строительство Панамского канала стало одним из крупнейших и сложнейших строительных проектов, осуществлённых человечеством. Панамский канал оказал неоценимое влияние на развитие судоходства и экономики в целом в Западном полушарии и на всей Земле, что обусловило его чрезвычайно высокое геополитическое значение. Благодаря Панамскому каналу морской путь из Нью-Йорка в Сан-Франциско сократился с 22,5 тыс. км до 9,5 тыс. км. Канал пропускает через себя суда самых разных типов — от частных яхт до огромных танкеров и контейнеровозов. Максимальный размер судна, которое может пройти по Панамскому каналу, стал фактически стандартом в судостроении, получив название Panamax. |
| 49    | Сделано из кирпича                                                                   | Science of Bricks                              | 2006-03-15  | Кирпи́ч — искусственный камень правильной формы, используемый в качестве строительного материала, произведённый из минеральных материалов, обладающий свойствами камня, прочностью, водостойкостью, морозостойкостью. В передаче Вы увидите как развивалось производство кирпича в древности, как производят современный кирпич и какие сооружения сооружались используя этот материал. |
| 50    | Сделано из бетона                                                                    | Science of Concrete                            | 2006-03-16  | Бето́н (от фр. béton) — строительный материал, искусственный каменный материал, получаемый в результате формования и затвердевания рационально подобранной и уплотнённой смеси состоящей из вяжущего вещества (цемент или др.), крупных и мелких заполнителей, воды. В ряде случаев может содержать специальные добавки, а также отсутствовать вода (например в асфальтобетоне). В XXI-й век бетон вошёл как основной строительный материал, в значительной мере определяющий уровень современной цивилизации. Мировой объём применения бетона превысил 2 млрд м³. Преимущества бетона – неограниченная сырьевая база и сравнительно низкая стоимость, экологичность, возможность применения в различных эксплуатационных условиях и достижения высокой архитектурно-строительной выразительности, доступность технологии и возможность обеспечения высокого уровня механизации и автоматизации технологических процессов – обусловливают привлекательность этого материала и его ведущие позиции на обозримую перспективу. |
| 51    | Мегазаводы: Феррари                                                                  | Megafactories: Ferrari                         | 2006-12-07  | «Феррари» — самое известное имя в истории автомобилестроения, покрывшее себя славой как на обычных дорогах, так и на гоночных трассах. Модель Fiorano 599 — автомобиль, в котором сочетается мощь гоночного болида и роскошь спортивного купе. Вам представится уникальный шанс оказаться в святилище, где рождается легенда. Для создания этой машины, завод «Феррари» должен был стать одновременно и высокотехнологичной мастерской, и дизайнерской студией. В результате на свет появился триумф промышленной архитектуры, где в помещении моторного цеха растут деревья, поддерживая идеальный уровень влажности и чистоты воздуха, требуемый для качественной сборки двигателей, производящейся только вручную. Механические роботы тщательно проверяют шасси автомобилей в 800 различных точках в поисках малейших дефектов. Окрасочные камеры отгорожены стеклянными стенами и плотно изолированы от остальной территории, чтобы избежать неравномерной покраски кузова автомобиля. На изготовление кожаного интерьера салона каждой «Феррари» рабочие тратят не менее 30 часов, а для прецизионного раскроя кожи используются лазеры и услуги виртуозных швей. Перед тем, как покинуть стены завода, каждый автомобиль «Феррари» проходит ходовые испытания на заводском автодроме. |

### Сезон 4 (2007-2008)
| № п\п | Русское название                                               | Оригинальное название             | Дата выхода | Краткое описание передачи |
| ----- | -------------------------------------------------------------- | --------------------------------- | ----------- | --- |
| 52    | Самый высокий в мире отель Бурдж аль-Араб, Дубай, ОАЭ          | Worlds Tallest Hotel              | 2007        | Бурж аль-Араб (араб. برج العرب‎ - буквально «Арабская Башня») — роскошный отель в Дубае, самом крупном городе Объединённых Арабских Эмиратов. Здание стоит в море на расстоянии 280 метров от берега на искусственном острове, соединённом с землёй при помощи моста. Имея высоту 321 метр, был самым высоким отелем в мире, но затем, тоже в Дубае, появился отель Башня Розы высотой 333 метра, который открылся в апреле 2008 года. |
| 53    | Ледяной отель                                                  | Ice Hotel                         | 2006        | Каждый год для строительства Ледяного отеля требуются тысячи тонн льда и снега. Станьте очевидцами возведения и исчезновения одного из самых уникальных суперсооружений. |
| 54    | Островное чудо света                                           | World Island Wonder               |             | Острова Пальм — архипелаг искусственных островов. Находится в Объединённых Арабских Эмиратах, в эмирате Дубай. В состав архипелага входит три крупных острова, имеющие каждый форму пальмы: Пальма Джумейра, Пальма Джебель Али, Пальма Дейра. Между островами расположены также искусственные архипелаги «Мир» и «Вселенная» из мелких островов. |
| 55    | Супертрубопровод (Лангелед)                                    | Super Pipeline                    | 2006        | Это один из самых рискованных проектов газовой индустрии. Сооружение самого протяжённого в мире трубопровода. Гигантские суда уложат сто тысяч труб, которые соединят Норвегию и Великобританию. На морском дне, напоминающем лунный ландшафт, современные роботы проложат траншею, в местах недоступных для человека. Уцелеет ли то, что будет создано в суровом Северном море? В 120 км от побережья Норвегии находится одно из крупнейших в Северном море глубоководных газовых месторождений. При величине 40 на 10 км, оно содержит более 300 миллиардов кубометров газа. |
| 56    | Гавайский суперпаром                                           | Hawaii Superferry                 |             | Созданный для курсирования по новым маршрутам между Гавайскими островами, гигантский современный паром соединяет в себе и скорость, и надёжность. Сможет ли этот амбициозный проект воплотиться в жизнь? |
| 57    | Мегаслом: Утилизация авианосца                                 | Sinking an Aircraft Carrier       | 2008-05-29  | |
| 58    | Исторический мост Каркинес                                     | Bridge Breakdown                  | 2007        | |
| 59    | Мегаслом: Боинг-747                                            | 747 Breakdown (747 Destruction)   | 2008        | Большую часть из 6 миллионов деталей Боинга-747 можно вновь использовать на других самолётах. Компания «„Aeroturbine“» имеет подобный опыт утилизации деталей, но впервые разбирает на части Боинг 747. |
| 60    | Водный куб Пекина                                              | Beijing Water Cube                | 2008-05-13  | Водный куб в Пекине — это новаторский архитектурный эксперимент, воплотивший новейший экологический дизайн. Узнайте, как проектировалось и строилось это уникальное сооружение из стали и пластика. |
| 61    | Шанхайский супернебоскрёб, всемирный финансовый центр          | Shanghai Super Tower              | 2008-05-20  | |
| 62    | Глубоководный океанский порт — гордость Китая, (Яншань, Китай) | China’s Ultimate Port (Yangshan)  | 2008-05-27  | Порт Шанхая — глубоководный морской и речной порт. Располагается в непосредственной близости от крупного мегаполиса Китайской Народной Республики — Шанхая. С 2005 года является крупнейшим в мире портом по грузообороту. Передача расскажет о строительстве, работе и перспективах развития этого порта. |
| 63    | Крупнейшее казино мира (The Venetian)                          | World’s Biggest Casino            |             | |
| 64    | Камнепроходцы (Супер плотина в Исландии)                       | Rockeaters of Iceland (Super Dam) | 2008        | На глубине 180 м под землёй команда прокладывает туннель через километры горной породы. Это часть плана по преобразованию воды в электричество. На их пути много преград. Осуществится ли этот проект? |
| 65    | Олимпийский стадион в Пекине                                   | Beijing Olympic Stadium           |             | Пекинский национальный стадион также известный как «птичье гнездо» — многофункциональный спортивный комплекс. Строительство стадиона начато в декабре 2003 года по проекту бюро Херцог и де Мёрон. Стоимость строительства стадиона оценено в 3,5 миллиарда юаней, что составляет приблизительно 11 миллиардов российских рублей или 325 миллионов евро. |
| 66    | Большой адронный коллайдер                                     | Atom Smasher                      |             | Большой адронный коллайдер — самое большое строение созданное человеком. Научная установка, которая позволит понять тайны Вселенной и совершить прыжок в технологическом прогрессе. |
| 67    | Супермосты: Китай, мосты Лупу, Жуньян и Сутун                  | Impossible Bridges: China         | 2006        | Китай — родина трёх крупнейших мостов. «Лупу»- самый протяжённый арочный мост в мире, «Жуньян» — третий по длине подвесной мост мира, а строящийся мост «Сутун» должен стать самым длинным вантовым мостом в мире. |
| 68    | Самые современные подводные лодки                              | Ultimate Sub (Super Sub)          |             | USS Texas (SSN-775) — вторая подводная лодка США класса «Вирджиния». Водоизмещение — 7925 тонн, длина 114,8 метров, максимальная ширина — 10,4 метра. В подводном положении «Техас» может развивать скорость более 25 узлов. Окрещена в 2005 г., заложена 12 июля 2002 г., принята в состав подводных сил ВМС США 9 сентября 2006 г. |
| 69    | Искусственное солнце                                           | Man Made Sun                      |             | Системы концентрированной солнечной энергии — это новые технологии использования солнечных лучей с целью обеспечения энергией целых районов. |
| 70    | Разумный туннель                                               | SMART Tunnel                      |             | |
| 71    | Поезда будущего, поезд Маглев                                  | Future Trains                     | 2008        | В период всемирного кризиса и нехватки углеводородного сырья в планетарном масштабе человеческой цивилизации необходимо найти новые виды транспортных средств использующие экономичные виды топлива. Телеканал National Geographic рассказывает о Маглеве — поезде будущего не имеющего ни двигателя, ни колёс. |
| 72    | Искусственный архипелаг Мир, Дубай, ОАЭ                        | Building the World                |             | The World (рус. «Мир») или Мировые острова — искусственный архипелаг, состоящий из нескольких островов, общей формой напоминающий континенты Земли, находится в 4 километрах от береговой линии Дубая в Объединённых Арабских Эмиратах. Мировые острова созданы, главным образом, из песка мелких прибрежных вод Дубая и являются ещё одним искусственным архипелагом в окрестностях административного центра эмирата Дубай. |
| 73    | Дворец мечты в Дубае                                           | Dubais Dream Palace               | 2007        | На побережье Дубая находится одно из самых невероятных зданий на планете. Возвышаясь на 305 метров, оно превосходит Эйфелеву башню. Это самый высокий отель на планете и возможно самый роскошный. Он построен, чтобы удивлять. Он называется «Бурдж аль-Араб», что значит «Арабская Башня». Но чтобы создать этот символ 21-го века, всем участникам проекта пришлось приложить огромные усилия. |
| 74    | Мегаслом: Как умирают поезда                                   | Train Wreck                       |             | На свете нет ничего вечного. Вся техника когда-то приходит в негодность. Теперь два локомотива, работающие на благо людям более сорока лет, должны быть разобраны бригадой рабочих из компаний Erman Corporation, чтобы потом, может уже в новом виде, вернуться в строй. |
| 75    | Строительство зелёного Пекина                                  | Building Green Beijing            |             | Проблемы загрязнения окружающей среды Китая влияют на весь мир. Следите за работой зелёных инженеров, стремящихся изменить ситуацию в Пекине. |

### Сезон 5 (2008-2009)
| № п\п | Русское название                                              | Оригинальное название                              | Дата выхода | Краткое описание передачи |
| ----- | ------------------------------------------------------------- | -------------------------------------------------- | ----------- | --- |
| 76    | Мегаслом: Разрушители плотины                                 | Dam Busters                                        |             | |
| 77    | Супер стадион в Майами                                        | Miami Super Stadium                                | 2009        | Майами Оранж Боул — стадион в городе Майами (штат Флорида) вместимостью 74476 зрителей, место проведения матчей по футболу и американскому футболу. До 1987 года был домашней ареной клуба Национальной футбольной лиги «Майами Долфинс». Стадион был открыт 10 декабря 1937 года, а затраты на строительство обошлись в 340 тысяч долларов США. До 1959 года стадион назывался «Burdine Stadium». В 2005 году стадион был сильно повреждён ураганом Вильма. Снесён 14 мая 2008 года.                                                       |
| 78    | Подвесной мост над Гранд-Каньоном Скайвок                     | Grand Canyon Skywalk                               | 2009        | Узнайте о конструкции уникального стеклянного моста «Skywalk», позволяющего увидеть Гранд-Каньон с высоты 1200 м и 21 м от края пропасти. |
| 79    | Мегаслом: Грозная советская подлодка                          | Soviet Doomsday Sub                                | 2008        | Фильм из серии Мегаслом рассказывает о процессе утилизации атомной подводной лодки ПЛАРБ пр.941 -ТК-13 (по классификации НАТО проект 941 «Тайфун»). В фильме глазами его создателей — киногруппы из США и Канады, показаны кадры поэтапного демонтажа, разборки, и разрезки корпуса АПЛ на заводе «Звёздочка» в г. Северодвинске, с дальнейшим вырезанием реакторного отсека и его буксировкой на захоронение. Можно увидеть детальную съёмку хранилища отходов, а также процесс очистки воды из реактора АПЛ, док-камеру ФГУП «Звёздочка». |
| 80    | Мегаслом: Крушение поезда                                     | Train Wreck                                        |             | |
| 81    | Электрический океан                                           | Electric Ocean                                     | 2008        | Океан, возможно, наш самый богатый источник экологически чистой энергии. Три команды инженеров ищут лучшие способы получения этой энергии. |
| 82    | Самые современные вертолёты (Вертолёт Августа Вестланд ЕН101) | Ultimate Chopper (Helicopter AgustaWestland EH101) | 2005        | AgustaWestland EH101 (Мерлин) — многоцелевой вертолёт. Фирма-производитель: AgustaWestland. Вертолёт впервые поднялся в воздух 9 октября 1987 года. Фирма EHI AgustaWestland была переименована в International Limited в январе 2004 года, когда произошло слияние компаний. В июне 2007 года, был изменён EH101- код на AW101. В 1997 г. фирма получила контракт на серийное производство вертолётов для английской армии. |
| 85    | Новая железнодорожная магистраль в Англии                     | UK Super Train                                     | 2010        | Мы исследуем один из крупнейших инженерных проектов в британской истории — новую высокоскоростную железнодорожную магистраль. |
| 86    | Круглый небоскрёб в Абу-Даби (Aldar HQ)                       | Skyscraper In The Round                            | 2010        | |

### Сезон 6 (2011-2012)
| № п\п | Русское название                                    | Оригинальное название    | Дата выхода | Краткое описание передачи |
| ----- | --------------------------------------------------- | ------------------------ | ----------- | --- |
| 87    | Сингапур Вегас «Marina Bay Sands»                   | Singapore’s Vegas        | 2011-02-03  | |
| 88    | Самая высокая телебашня в Мире (Телебашня Гуанчжоу) | World’s Tallest TV Tower | 2011-02-10  | Телебашня Гуанчжоу — вторая по высоте телебашня в мире. Высота телебашни составляет 610 метров. До высоты 450 метров башня возведена в виде комбинации гиперболоидной несущей сетчатой оболочки и центрального ядра. Сетчатая оболочка башни выполнена из стальных труб большого диаметра. Башню венчает стальной шпиль высотой 160 метров. Башня предназначена для трансляции ТВ- и радиосигналов, а также для обзора панорамы Гуанчжоу и рассчитана на приём 10 000 туристов в день. |
| 89    | Суперсооружения. Корейская супермагистраль          | Korean Highway           | 2013-07-20  | Корейский город Пусан ждёт проведения летней олимпиады 2020. Но город зажат, территории для его развития попросту нет. Проблему помог бы решить гигантский остров Каджи. Расстояние от Пусана до Каджи по морю всего 8 км, тогда как по суше - 140 км. Для решения этой проблемы инженеры берутся построить гигантский тоннель и два моста. |

### Нет данных о сезоне
| № п\п | Русское название                                                         | Оригинальное название                      | Дата выхода | Краткое описание передачи |  |
| ----- | ------------------------------------------------------------------------ | ------------------------------------------ | ----------- | --- |  |
| 89    | Станция на Южном полюсе                                                  | South Pole Station                         | 2007-11-06  | В течение десятилетий Южный полюс был исследовательской базой астрономов и климатологов. А в наши дни, несмотря на суровый климат, там создаётся научно-исследовательский центр 21 века. |  |
| 90    | Самый большой в мире круизный лайнер                                     | The World’s Biggest Cruiseliner            |             | |  |
| 91    | Мосты будущего                                                           | Future Bridge                              |             | |  |
| 92    | Фабрика денег — казначейство США                                         | Money Factory                              | 2004        | Узнайте об огромной индустрии изготовления денег в Америке, тайном мире гигантских машин, неприступных хранилищ и армии охранников, обслуживающих самую мощную экономику в мире. |  |
| 93    | Глубоководное бурение                                                    | Deep Sea Drillers                          | 2006        | По мере того как потребности в энергии растут, компании предпринимают все меры для их удовлетворения. На дне океана сооружается сеть газопроводов, которая обеспечит энергией 5 млн домов в США. Глубина скважины достигает 8 километров. Бурение проводится в море, у берегов США, цель бурения этой скважины получение природного газа. |  |
| 94    | Глубокое бурение недр, самая большая в мире геотермальная электростанция | Deep Earth Drillers                        |             | |  |
| 95    | Всемирный торговый Центр в Бахрейне                                      | World Trade Center Bahrain                 | 2008        | Бахрейнский всемирный торговый центр (также называемый Бахрейнский ВТЦ или БВТЦ) — это 240-метровый (787-футовый) комплекс двойных башен, расположенных в Манаме, Бахрейне. Башни были построены в 2008 году многонациональной строительной фирмой Atkins. В конструкции этих башен были добавлены воздушные мосты, первые в мире использовавшие ветрогенераторы в своём дизайне. Эта 50-этажная структура была построена в непосредственной близости к King Faisal Highway, возле популярных ориентиров, таких как башни Бахрейнской финансовой бухты, Национального банка Бахрейна, трёх башен (золотой, серебряной и чёрной жемчужины) комплекса Abraj Al Lulu. Бахрейнский всемирный торговый центр также является вторым по высоте зданием в Бахрейне, после двойных башен Бахрейнской финансовой бухты. |  |
| 96    | Супермосты: Мост города Мостар                                           | The Bridge of Mostar                       | 2004        | |  |
| 97    | Самая крупная металлодробилка в мире                                     | World’s Biggest Shredder                   | 2009        | Узнайте, что такое мегадробилка. Это самая крупная и самая мощная в мире машина по переработке металлолома. Она способна за час превратить в шлам груду металла, равную по объёму 450 автомобилям. |  |
| 98    | Куин Мэри 2                                                              | Queen Mary 2                               |             | RMS Queen Mary 2 («Куин Мэри 2») — одно из крупнейших в мире пассажирских судов и единственный в мире действующий океанский лайнер. Построен в 2003 году на верфях Сен-Назер во Франции и на момент спуска на воду был самым большим пассажирским судном в мире. «Куин Мэри 2» длиннее знаменитого «Титаника» на 76 метров. Лайнер принадлежит британской судоходной компании «Cunard Line» |  |
| 99    | Супернебоскреб Нью-Йорка                                                 | Ultimate Skyscraper NYC                    |             | |  |
| 100   | Китайская башня-небоскрёб                                                | China’s Smart Tower                        |             | |  |
| 101   | Внутри центрального вокзала                                              | Inside Grand Central                       | 2005-12-18  | |  |
| 102   | Волновая электростанция                                                  | Wave Energy                                | 2010-05-27  | |  |
| 103   | Стеклянный дом в центре землетрясений                                    | The Impossible Build                       | 2008        | |  |
| 104   | Суперсооружения для Кубка Мира: Стадионы                                 | Megastructures for the World Cup: Stadiums | 2010        | В 2005 году организаторы огласили предварительный список 12 стадионов, в которых пройдёт чемпионат мира по футболу. 17 марта 2006 года ФИФА официально объявила финальный список 10 стадионов, из них три арены в городах Йоханнесбурга (Соккер Сити), Дурбана (Мозес Мабида), Кейптауна (Кейптаун), в которых произойдут наиболее значимые матчи мы покажем в этом выпуске. Чемпионат мира по футболу в Южной Африке стал первым за последние 24 года проходящим в местах значительно выше уровня моря. Шесть из десяти стадионов находятся на высоте свыше 1200 метров над уровнем моря. |  |
| 105   | Ипподром в Дубае (Мейдан)                                                | Dubai Racecourse                           | 2011        | В Дубае открылся самый большой и роскошный в мире ипподром. Следить за скачками можно и с гигантских трибун, и с моря, и из окон специального отеля The Meydan. Эмир Дубая Мохаммед ибн Рашид аль-Мактум открыл самый большой в мире ипподром Мейдан. |  |
| 106   | Дом из пластиковых бутылок                                               | Eco Ark                                    | 2010        | |  |
| 107   | Стадион «Уэмбли»                                                         | Wembley Stadium                            | 2008        | Авторами проекта стадиона стали компании Foster and Partners и Populous. У нового стадиона имеется убирающаяся крыша. По сравнению со старым «Уэмбли», отличительной особенностью которого были белые «башни-близнецы», новый стадион известен своей «аркой Уэмбли» высотой в 134 м. Эта стальная арка является самой длинной однопролётной конструкцией крыши в мире. Стадион был построен австралийской компанией «Multiplex»; затраты на строительство составили £798 млн. |  |

## Отдельные серии

### Мегазаводы
| № п\п | Русское название                         | Оригинальное название              | Дата выхода | Краткое описание передачи |
| ----- | ---------------------------------------- | ---------------------------------- | ----------- | --- |
| 01    | Мегазаводы: Танки                        | Megafactories: Tanks               | 2006        | Танк «Абрамс» — это одна из самых мощных военных машин в мире. Посетите два завода, производящих капитальный ремонт этих 70-тонных гигантов, плюс посмотрите на «Абрамсов» в бою в Ираке. |
| 02    | Мегазаводы: Тягачи (Петербилт)           | Megafactories: Trucks              |             | Посмотрите, как создаются титаны дорог — тягачи «Петербилт-387», способные тянуть машины весом до 36 тонн. Каждый из них имеет более 20 тысяч деталей, и поэтому их сборка — очень сложная задача. |
| 03    | Мегазаводы: Харлей Дэвидсон              | Megafactories: Harley-Davidson     |             | Harley-Davidson Motor Company — американский производитель мотоциклов, базирующийся в городе Милуоки, штат Висконсин. Компания производит и продаёт тяжёлые мотоциклы, предназначенные для езды по шоссе. |
| 04    | Мегазаводы: Джон Дир                     | Megafactories: John Deere          |             | Deere & Company (произносится Дир энд кампани) — американская машиностроительная компания, выпускающая сельскохозяйственную, строительную и лесопромышленную технику. Крупнейший в мире производитель сельскохозяйственной техники. Штаб-квартира компании расположена в городе Молин (штат Иллинойс). |
| 05    | Мегазаводы: БМВ                          | Megafactories: BMW                 |             | BMW AG (аббревиатура от Bayerische Motoren Werke AG, рус. Баварские моторные заводы) — немецкий производитель автомобилей, мотоциклов, двигателей, а также велосипедов. Председателем компании на сегодняшний день является Норберт Райтхофер, а главным дизайнером — Адриан ван Хойдонк. Девиз компании на английском языке — «The Ultimate Driving Machine» и «Sheer Driving Pleasure». На русском языке — «С удовольствием за рулём».                    |
| 06    | Мегазаводы: Корветт                      | Megafactories: Corvette            |             | Chevrolet Corvette (Шевроле Корветт) — двухместный заднеприводный суперкар, выпускаемый под маркой Шевроле компанией General Motors (Дженерал Моторс), США с 1953 года. В наши дни автомобили Chevrolet Corvette собираются на заводах General Motors в городах Боулинг Грин, штат Кентукки (основной завод), Флинт, штат Мичиган и Сент-Луис, штат Миссури.                                                                                                |
| 07    | Мегазаводы: Дома на колёсах              | Megafactories: Winnebago           |             | |
| 08    | Мегазаводы: Катерпиллар                  | Megafactories: Caterpillar         |             | Caterpillar Inc. (произносится катерпи́лар) — американская корпорация. Производит землеройно-транспортную технику, строительное оборудование, дизельные двигатели, энергетические установки (работающие на природном и попутном газах) и другие продукты. В составе более 480 подразделений, расположенных в 50 странах мира на пяти континентах. Один из лидеров своей отрасли по объёмам произведённой и реализованной продукции.                          |
| 09    | Мегазаводы: Экспресс доставка            | Megafactories: High Speed Delivery |             | United Parcel Service, Inc., или UPS (NYSE: UPS), — крупная американская компания, специализирующаяся на транспортировке и логистике. |
| 10    | Мегазаводы: Пожарные машины              | Megafactories: Fire Truck          |             | |
| 11    | Мегазаводы: Ламборгини                   | Megafactories: Lamborghini         |             | Automobili Lamborghini S.p.A. (кратко: Lamborghini — рус. Ламборгини), Итальянская компания, производитель дорогих спортивных автомобилей; находится в деревушке Sant’Agata Bolognese, около Болоньи. Компания основана в 1963 году Ферруччо Ламборгини (Ferruccio Lamborghini) (1916—1993) как дочерняя фирма его тракторной фабрики Lamborghini Trattori S.p.A. Сам Ламборгини владел своей компанией ещё 9 лет. Сегодняшний владелец компании — Audi AG. |
| 12    | Мегазаводы: Роллс-Ройс                   | Megafactories: Rolls Royce         |             | Rolls-Royce Motor Cars Ltd — английская компания, подразделение BMW AG, специализирующаяся на выпуске автомобилей-люкс под маркой Rolls-Royce. |
| 13    | Мегазаводы: Порше                        | Megafactories: Porsche             |             | Dr. Ing. h.c. F. Porsche AG (произносится По́рше, полное наименование Doktor Ingenieur honoris causa Ferdinand Porsche Aktiengesellschaft — Акционерное общество почётного доктора инженерных наук Фердинанда Порше) — германский автомобилестроительный концерн, основанный известным конструктором Фердинандом Порше в 1931 году. |
| 14    | Мегазаводы: ИКЕА                         | Megafactories: IKEA                |             | Ежегодно более 600 млн человек посещают магазины ИКЕА. Узнайте о поставках сырья и материалов из 54 стран, нужных для производства её продукции. С чего начиналась фирма, и во что она превратилась в настоящее время. |
| 15    | Мегазаводы: Нью-Йоркское Метро           | Megafactories: New York Subway     |             | Метрополитен Нью-Йорка имеет самый большой парк вагонов в мире. В 2002 году он составлял более 6400 штук. На сегодняшний день в Нью-Йоркском метрополитене два независимых парка метровагонов. Один обслуживает линии, принадлежавшие когда-то компании IRT (цифровые линии), а другой обслуживает линии, когда-то принадлежавшие компаниям BMT & IND (буквенные линии).                                                                                    |
| 16    | Мегазаводы: Бугатти                      | Megafactories: Bugatti Super Car   |             | Bugatti Veyron (произносится Буга́тти Ве́йрон) — машина названа в честь французского гонщика из команды Бугатти 30-х годов, Пьера Вейрона) — модель автомобиля фирмы Bugatti (концерн Фольксваген). Самый быстрый и самый дорогой автомобиль в мире для дорог общего пользования. |
| 17    | Мегазаводы: Ауди                         | Megafactories: Audi                |             | Audi AG — немецкая автомобилестроительная компания в составе концерна Volkswagen Group, специализирующаяся на выпуске автомобилей под маркой Audi. Штаб-квартира — в Ингольштадте (Германия). Объём производства в 2010 году составил около 1 148 791 автомобилей (рост на 23,4 % по сравнению с 2009 годом) |
| 18    | Мегазаводы: Додж Челленджер              | Megafactories: Dodge Challenger    |             | Dodge Challenger — культовый автомобиль производства компании Dodge, принадлежащей концерну Chrysler Corporation. Был предназначен конкурировать с такими автомобилями, как Chevrolet Camaro, Ford Mustang, Mercury Cougar и Pontiac Firebird. |
| 19    | Мегазаводы: Мазерати                     | Megafactories: Maserati            |             | Maserati S.p.A. (кратко: Maserati — рус. «Мазера́ти») — итальянская компания, производитель эксклюзивных автомобилей спортивного и бизнес-класса. Объём производства в 2007 году составил 7669 автомобилей. |
| 20    | Мегазаводы: Мерседес                     | Megafactories: Mercedes-Benz       |             | Mercedes-Benz SLS AMG — суперкар, преемник Mercedes-Benz SLR McLaren и идеологический наследник Mercedes-Benz 300SL. Спорткар оснащён 6,3 л двигателем V8 M159, развивающим мощность 571 л.с при 6800 об/мин и крутящий момент 650 Нм при 4750 об/мин. Двигатель агрегатируется с семиступенчатой коробкой передач с двумя сцеплениями фирмы Getrag. Как и у «дедушки» — 300SL — у SLS установлены двери типа «крыло Чайки».                                |
| 21    | Мегазаводы: Истребитель «Еврофайтер»     | Megafactories: Eurofighter Typhoon |             | В настоящее время ведётся серийное производство истребителя. Самолёт поставлен на вооружение ВВС Германии (Jagdgeschwader 74), Италии, Испании и Великобритании. Австрия заказала 15 истребителей Тайфун. Саудовская Аравия подписала контракт стоимостью 4,43 миллиарда фунтов стерлингов на поставку 72 самолётов. |
| 22    | Мегазаводы: Ягуар                        | Megafactories: Jaguar              |             | Jaguar Cars Ltd. (произносится: Ягуар Карс лимитед) — британская автомобилестроительная компания, специализирующаяся на производстве автомобилей класса «люкс». С 2008 года принадлежит индийской компании Tata Motors. Штаб-квартира — в городе Ковентри. |
| 23    | Мегазаводы: Додж Вайпер                  | Megafactories: Dodge Viper         |             | Dodge Viper (рус. Додж Вайпер) — спортивный автомобиль компании Dodge. Производство двухместного автомобиля началось в 1992 году на заводе New Mack Assembly. В октябре 1995 года производство было перенесено на завод Conner Avenue Assembly, где и продолжалось до последнего времени. Производство прекращено 1 июля 2010 года. |
| 24    | Мегазаводы: Лего                         | Megafactories: LEGO                |             | LEGO (от дат. Leg Godt — «увлекательная игра») — серия развивающих игрушек, представляющих собой наборы деталей для сборки и моделирования разнообразных предметов (конструкторы). |
| 25    | Мегазаводы: Хайнекен                     | Megafactories: Heineken            |             | Heineken N.V. (нидерл. Heineken Brouwerijen, МФА: [ˈɦɛinəkə(n)], по-русски произносится Хейнекен или Хайнекен — на официальном сайте компании встречаются оба варианта) — нидерландская пивоваренная компания, крупнейшая в стране. Штаб-квартира — в Амстердаме. |
| 26    | Мегазаводы: Шведский суперавтомобиль     | Megafactories: Swedish supercar    |             | Koenigsegg (рус. Кёнигсегг) — шведская компания-производитель эксклюзивных автомобилей спортивного класса. Основана в 1994 году Кристианом фон Кёнигсеггом.Он создал её, когда ему было 22 года. Изначально располагалась в Улофстрёме, впоследствии перебазировалась в Маргрететорп, возле Энгельхольма. |
| 27    | Мегазаводы: Бентли                       | Megafactories: Bentley             |             | Bentley Motors Ltd. (произносится: Бэ́нтли Мо́торз лимитед) — британская автомобилестроительная компания, специализирующаяся на производстве автомобилей класса «люкс». С 1998 года входит в состав германского концерна Volkswagen Group. |
| 28    | Мегазаводы: Джек Дэниэлс                 | Megafactories: Jack Daniel’s       |             | Jack Daniel’s — популярная марка Американского виски (подвид Теннесси виски) и купажей. Выпускается в винокурнях города Линчбурга, США, с XIX века. |
| 29    | Мегазаводы: Кока-Кола                    | Megafactories: Coca-Cola           |             | Кока-кола — безалкогольный газированный напиток, производимый компанией The Coca-Cola Company; самый дорогой бренд в мире в 2006—2010 годах, не исключая прочих лет. |
| 30    | Мегазаводы: Мотоцикл Ducati              | Megafactories: Ducati              |             | Ducati Motor Holding S.p.A. — итальянский производитель мотоциклов. В настоящее время Ducati является частной компанией и принадлежит итальянскому Performance Motorcycles SpA. Ежегодно производит около 40 тысяч мотоциклов. |
| 31    | Мегазаводы: Электромобиль Chevrolet Volt | Megafactories: Chevy Volt          |             | Chevrolet Volt (Chevy Volt) — концепт-кар корпорации General Motors. Впервые представлен на Североамериканском Автошоу в Детройте в январе 2007 года. Chevrolet Volt — полный гибрид, способный проехать в режиме электромобиля примерно 65 км. |

Мегазаводы : Суперавтомобили Ferrari FF

### Грандиозные переезды
| № п\п | Русское название                              | Оригинальное название               | Дата выхода | Краткое описание передачи |
| ----- | --------------------------------------------- | ----------------------------------- | ----------- | --- |
| 01    | Грандиозные переезды: 100-тонный поезд        | Monster Moves: 100 Ton Train        | 2007        | Перед группой инженеров стоит сложнейшая задача — они должны переправить 100-тонный паровоз из Блумфонтейна (Южная Африка) в Глазго (Шотландия). |
| 02    | Грандиозные переезды: Массивные машины        | Monster Moves: Massive Machines     |             | |
| 03    | Грандиозные переезды: Огромные церкви         | Monster Moves: Colossal Churches    |             | |
| 04    | Грандиозные переезды: Опасное спасение        | Monster Moves: Risky rescues        | 2007        | Специалисты по перемещению зданий пытаются спасти маяк, который вот-вот упадёт в море, и ещё целый посёлок, стоящий над обваливающейся шахтой.   |
| 05    | Грандиозные переезды: Перенос древнего Египта | Monster Moves: Moving Ancient Egypt |             | |
| 06    | Грандиозные переезды: Старинные дома          | Monster Moves: Historic Homes       |             | |
| 07    | Грандиозные переезды: Целые города            | Monster Moves: Total Town           |             | |

## Фотогалерея
- Авианосец Рональд Рейган
- Башня "Сирс" (Уиллис-тауэр) на июль 2009 года была самым высоким небоскрёбом в США
- Мост Золотые Ворота, Калифорния, США
- Пентагон. Вид сверху
- Центральный вокзал Берлина. Август 2007 г.
- Большой Бостонский тоннель
- Дамба Гувера
- Крылатая ракета «Томагавк» в полёте
- AH-64D Apache
- Ferrari 599 GTB Fiorano
- Главная пристань Шанхайского порта
- Большой адронный коллайдер. 27-километровый подземный туннель, предназначенный для размещения ускорителя БАК.
- Вертолёт Merlin HM1 королевского ВМФ на международном королевском авиашоу, Англия.
- Телебашня Гуанчжоу
- Сборка Audi 80 в Вольфсбурге, 1973
- Штаб-квартира BMW и здание музея BMW в Мюнхене, Германия
- магазин IKEA в Сингапуре
- Штаб квартира Петербилт